# Piper capitellatum
Piper capitellatum är en pepparväxtart som beskrevs av C. Dc.. Piper capitellatum ingår i släktet Piper och familjen pepparväxter. Inga underarter finns listade i Catalogue of Life.